# Queens of the Dead
Queens of the Dead es una próxima película de comedia de terror dirigida por Tina Romero. Está protagonizada por Jaquel Spivey, Katy O'Brian, Margaret Cho, Brigette Lundy-Paine y Cheyenne Jackson.

## Sinopsis
La película sigue a un grupo de drag queens, club kids y frenemies que deben dejar de lado sus dramas personales y usar sus habilidades únicas para luchar contra los muertos vivientes sedientos de cerebros cuando un apocalipsis zombi estalla en la noche de una fiesta gigante en un almacén.

## Elenco
- Jaquel Spivey
- Katy O'Brian
- Margaret Cho
- Brigette Lundy-Paine
- Cheyenne Jackson

Además, Nina West, Tomas Matos, Quincy Dunn-Baker, Becca Blackwell, Shaunette Renée Wilson, Dominique Jackson, Riki Lindhome y Eve Lindley aparecerán en la película.

## Producción

### Desarrollo
Deadline informó en julio de 2024 que la película estaba en proceso a partir de un guion de la directora Tina Tomero, así como de Erin Judge, con Jaquel Spivey, Katy O'Brian, Margaret Cho, Brigette Lundy-Paine y Cheyenne Jackson como protagonistas. También se informa que la película contará con la participación de Nina West, Tomas Matos, Quincy Dunn-Baker, Becca Blackwell, Shaunette Renée Wilson, Dominique Jackson, Riki Lindhome y Eve Lindley, y que la película será producida por Natalie Metzger y Matthew Lee Miller para Vanishing Angle y financiada por Creativity Capital. Más tarde se informó que IFC Films, Shudder y Flexibon Films también ayudarían a producir la película, y que Charades adquiriría los derechos de ventas internacionales de la película.

### Rodaje
El rodaje tuvo lugar el 25 de octubre de 2024, y se publicó una primera imagen.